# Furacão Opal
O furacão Opal foi um grande e poderoso ciclone tropical de categoria 4 que causou danos graves e extensos ao longo da Costa do Golfo dos Estados Unidos em outubro de 1995. O nono furacão e o mais forte da temporada de furacões no Atlântico de 1995. Opal se desenvolveu a partir de uma onda tropical e uma área de baixa pressão perto da Península de Iucatã em 27 de setembro. Atravessou a Península de Iucatã enquanto ainda estava em depressão tropical e intensificou-se em uma tempestade tropical em 30 de setembro. Depois de entrar no Golfo do México tornou-se furacão em 2 de outubro. Em 4 de outubro, Opal era um intenso furacão de categoria 4. No entanto, o ciclone enfraqueceu para um furacão de categoria 3 antes de atingir a região de Panhandle da Flórida. A tempestade rapidamente enfraqueceu e se tornou um ciclone extratropical em 5 de outubro. Os remanescentes de Opal persistiram até se dissiparem sobre Ontário no dia seguinte. Opal trouxe fortes chuvas e inundações para a Guatemala e o México. Na Guatemala, inundações e deslizamentos de terra deixaram cerca de 34.000 pessoas desabrigadas e danificaram a infraestrutura e a agricultura. 31 pessoas morreram na Guatemala. No México, vários rios transbordaram em Campeche e Tabasco, forçando mais de 42.000 pessoas a evacuar causando extensos danos a agricultura somente no estado mexicano de Campeche. 19 pessoas morreram no México. Na Flórida, ventos fortes e tempestades deixaram extensos danos. Particularmente no condado de Wakulla, várias estruturas foram varridas. Nos condados de Escambia, Okaloosa e Santa Rosa, quase 300 casas foram destruídas e outras 1.000 sofreram grandes danos. A tempestade deixou um prejuízo em 2,1 bilhões de dólares somente na Flórida. Vários outros estados foram afetados pela tempestade, especialmente o Alabama, onde a tempestade gerou muitos tornados derrubando inúmeras árvores e deixando cerca de 2,6 milhões de pessoas sem eletricidade. Um total de 27 mortes foram atribuídas a Opal nos Estados Unidos. O furacão deixou um prejuízo total em 4,7 bilhões de dólares. Devido a seus efeitos, a Organização Meteorológica Mundial aposentou o nome Opal em 1996 e foi substituído por Olga na temporada de furacões no Atlântico de 2001.